# Bodypump
Bodypump is een groepsfitnessprogramma dat is ontwikkeld om de kracht en uithoudingsvermogen in de grote spiergroepen te verbeteren en daarbij zo veel mogelijk calorieën te verbranden.
Bodypump is bedacht op de sportschool van Les Mills in Auckland, Nieuw-Zeeland. Bodypump wordt ook in Nederland op honderden locaties gegeven. Er is een speciale Les Mills licentie nodig om de naam "Bodypump" te kunnen voeren.
De workout bedraagt 60 minuten waarbij alle belangrijke spiergroepen worden getraind, onder begeleiding van een instructeur, met behulp van een barbell. De gewichtskeuze bepaalt de deelnemer zelf.

## Bodypump releases
Elke les ("release") wordt 3 maanden herhaald, waarbij dezelfde muziek en dezelfde bewegingen worden aangehouden. Deelnemers hoeven zo niet meer na te denken over de choreografie, maar kunnen zich in plaats daarvan concentreren op hun techniek.
Een typische bodypumples is als volgt opgebouwd:
1. warming-up (om het lichaam in beweging te krijgen, wordt er gestart met lichte gewichten)
2. training (elke spiergroep komt aan bod, waaronder borst-, rug-, schouder- en buikspieren)
3. cooling-down (rekken en strekken van de spieren om het risico op spierpijn te verkleinen)